# 情熱BALLAD
「情熱BALLAD」（じょうねつバラッド）は、2000年5月3日にリリースされたコタニキンヤの2枚目のシングル（BAD LUCK名義でリリースされた作品を含めると通算3枚目）。発売元はアンティノスレコード。

## 概要
コタニキンヤは後にキンヤ名義を経て現在はコタニキンヤ.名義で活動しているが、これらの名義でリリースされた作品を含めて自己最高のオリコン最高位15位、3.7万枚のセールスを記録した。初回特典として母の日プレゼント仕様メッセージカードが封入。浅倉大介がプロデュースを手掛けたアーティストの楽曲を収録したリミックスアルバム『DAynamite Mix Juice1-you know beat?-』には、横田商会がリミックスを担当した「Y&Co.Remix」が収録されている。

## 収録曲
1. 情熱BALLAD
作詞/作曲/編曲：Mad Soldiers
2. Mother's day〜K2 version
作詞：コタニキンヤ　作曲/編曲：Mad Soldiers
3. 情熱BALLAD (一緒に唄おう"ラジ語りMIX")
4. Mother's day〜your version